# 1849 год в литературе

## Книги
- «Аннабель Ли» — поэма Эдгара Аллана По
- «Габриэла» — комедия Эмиля Ожье.
- «Два старичка» — повесть Михаила Достоевского.
- «Дневник лишнего человека» — повесть Ивана Тургенева.
- «Дэвид Коперфильд» — повесть Чарльза Диккенса.
- «Комедия из современной жизни» — пьеса в стихах Николая Кроля.
- «Маленький герой» — написан рассказ Ф. М. Достоевского, впоследствии опубликованный под псевдонимом М-ий в 1857 году в восьмом номере журнала «Отечественные записки» А. А. Краевского
- «Метель» — рассказ Владимира Соллогуба.
- «Похождения Накатова» — произведение Дмитрия Григоровича.
- «Рустем и Зораб» — поэма Василия Жуковского (перевод поэмы Фирдоуси).
- «Свои люди — сочтёмся» — пьеса А. Н. Островского.
- «Холостяк» — пьеса Ивана Тургенева.
- «Завтрак у предводителя» — пьеса Ивана Тургенева.
- «Четыре времени года» — произведение Дмитрия Григоровича.
- «Шерли» — роман Шарлотты Бронте.

## Родились
- 22 января — Юхан Август Стриндберг, шведский писатель (умер в 1912)
- 17 января — Нагида Руфь Лацарус, немецкая писательница[1]; жена писателя Макса Реми (нем. Max Remy; 1839—1881)[2], затем доктора философии Морица Лацаруса[3].
- 8 апреля — Фердинанд Гросс, австрийский журналист, писатель, редактор и поэт (умер в 1900[4]).
- 15 июня – Валеска фон Бетузи-Гук, немецкая писательница (умерла в 1926).
- 19 июля — Фердинанд Брюнетьер (фр. Ferdinand Brunetiére), французский писатель, критик (умер в 1906).

## Умерли
- 3 апреля — Юлиуш Словацкий, польский поэт (родился в 1809).
- 28 мая — Энн Бронте, английская писательница (родилась в 1820).
- 4 августа — Сильвестр Венжик Гроза, польский писатель публицист (родился в 1793).
- 26 августа — Юзеф Дионизий Минасович, польский поэт (род. в 1792).
- 7 октября — Эдгар Аллан По, американский писатель, поэт и литературный критик (родился в 1809).